# Баршони, Рози
Рози Баршони (Баршонь, урожденная — Рози Зонненшайн) (венг. Bársony Rózsi; 5 июня 1909, Будапешт, Австро-Венгрия — 23 марта  1977, Вена, Австрия) — венгерская актриса
 театра и кино, примадонна оперетты, танцовщица
.

## Биография
Еврейского происхождения.
Театром интересовалась с детства, выступала в любительских спектаклях. Со временем стала знаменитой субреткой в ревю и опереттах.
Начала свою карьеру в 1925 году в Королевском театре в Будапеште. Сначала пела в хоре, затем стала получать более или менее значимые роли. В 1929 году выступала в Венгерском театре. В 1932 году вместе с муже отправилась в европейское и американское турне, популяризируя венгерские оперетты. В 1934 году выступала в Будапештском театре оперетты, в 1935 году вновь в Венгерском театре, в 1936 году снова в Будапештском театре оперетты, в 1936—1937 годах в Королевском театре.
После прихода национал-социалистов к власти в Германии из-за своего еврейского происхождения, в 1935 году была вынуждена покинуть Германию. Гастролировала в Румынии, Италии, Англии и США. До аншлюса в 1937 году часто выступала на сцене или перед камерой в Вене и Будапеште. В годы Второй мировой войны жила в Будапеште.
После окончания войны впервые выступила в театре «Савой» в Бухаресте. С 1948 года жила с мужем в Вене и Италии.
Снималась в кино.
Похоронена на венском Дёблингском кладбище.

## Фильмография
- 1929: Mária növér
- 1932: Ein bißchen Liebe für Dich / Zwei glückliche Herzen
- 1932: Ein toller Einfall
- 1932: Der alte Gauner (A vén gazember)
- 1933: …und es leuchtet die Puszta
- 1933: Liebe muß verstanden sein
- 1933: Walzerkrieg
- 1934: Salto in die Seligkeit
- 1934: Helyet az öregeknek
- 1934: Ende schlecht, alles gut
- 1935: Ball im Savoy
- 1935: Dschainah, das Mädchen aus dem Tanzhaus
- 1937: 3:1 a szerelem javára
- 1937: Viki
- 1938: Roxy und das Wunderteam / 3:1 für Liebe
- 1938: A harapós férj
- 1953: Käpt’n Bay-Bay
- 1957: Scherben bringen Glück / Sieben Jahre Pech